# Буря на младостта
„Буря на младостта“ е български игрален филм (драма) от 1930 година, по сценарий и режисура на Васил Гендов. Оператор е Христо Константинов.

## Актьорски състав
- Жана Гендова – Нина
- Коста Хаджиминев – Борис
- Васил Гендов – Антон
- Петър Кабровски – Бащата на Борис
- Бистра Фол – Богатата годеница
- Мишо Левиев – Приятел на Антон
- Дочо Касабов
- М Касабова